# اوراق تجاری
اوراق تجاری، (به انگلیسی: Commercial paper) نوعی اوراق قرضه کوتاه مدت، با سررسید ۲۷۰ روز یا کمتر است، که توسط شرکت‌های مالی و مؤسسات غیرمالی، منتشر می‌شود.
اوراق تجاری برای شرکت‌هایی که در کوتاه مدت به پول نقد نیاز دارند، ابزار مالی مؤثری محسوب می‌شود. همچنین این اوراق می‌توانند، به عنوان راهکار تأمین مالی میان مدت و حتی دراز مدت نیز مورد استفاده قرار گیرند. در این حالت، شرکت، اوراق تجاری جدید را به قصد پرداخت بدهی‌های سررسید شده قبلی خود منتشر می‌کند.
البته در سال‌های اخیر بازار اوراق تجاری به‌طور فزآینده توسط بانک‌های تجاری، به عنوان منبع وجوه قابل استقراض، مورد استفاده قرار گرفته‌است.
اوراق تجاری بدون پشتوانه هستند و معمولاً بازپرداخت آن‌ها به وسیله دارایی خاصی تضمین نمی‌شود. هر چند که بنگاه‌های فروشنده این اوراق، می‌بایست دارای خطوط پشتیبانی‌کننده از طرف بانک‌های تجاری باشند. در اکثر کشورها دسترسی به این بازار، قانون‌مند است و تنها بنگاه‌هایی که در بورس اوراق بهادار پذیرفته شده و از حداقل سرمایه تعیین شده‌ای برخوردار باشند، می‌توانند به انتشار اوراق تجاری اقدام کنند. اوراق تجاری همانند اسناد خزانه، به صورت تنزیل شده به فروش می‌رسند و بازده آن‌ها به روش نرخ تنزیل محاسبه می‌شود.
اوراق تجاری برخلاف اسناد خزانه، بازار دست دوم قابل‌توجهی ندارند و این عامل باعث کاهش قدرت نقدشوندگی آن شده‌است.
اوراق تجاری در فرم سفته، از قرن ۱۹ مورد استفاده قرار گرفت. مارکوس گلدمن؛ بنیانگذار گلدمن ساکس نخستین کسی بود، که در سال ۱۸۶۹ به‌طور رسمی شروع به استفاده از اوراق تجاری نمود.